# Janira Hopffer Almada
Janira Hopffer Almada, née le 27 septembre 1978, est une femme politique capverdienne, qui a été une jeune députée, une jeune ministre. En 2014, elle a pris la tête du Parti africain pour l'indépendance du Cap-Vert (PAICV), marquant le renouvellement de la direction de ce parti appartenant à l’Internationale socialiste,  et qui a accepté l’alternance démocratique au pouvoir avec le parti libéral capverdien, le MPD.

## Biographie
Janira Hopffer Almada est née à Praia, sur l’île de Santiago, le 27 septembre 1978. Janira Almada complète ses études au Portugal, à la faculté de droit de l’université de Coimbra.
De retour au Cap-Vert en 2002, elle devient professeur à l'université Jean Piaget du Cap-Vert entre 2003 et 2006. Elle est également avocate dans le privé, membre du Conseil Consultatif de l'Ordre des avocats du Cap-Vert et membre du conseil d'administration de l'Association des femmes avocates du Cap-Vert.
En 2008, elle devient adjointe municipale. En 2011, elle est élue députée aux élections législatives, mais n'a pas le temps de siéger au parlement. Elle est en effet appelée au gouvernement, avant que ce nouveau parlement ne se réunisse. Elle devient ministre de la jeunesse, et des affaires parlementaires. Elle est la plus jeune du gouvernement dirigé par José Maria Neves, mais qui est contraint de cohabiter avec le nouveau président de la République Jorge Carlos Fonseca.
Elle devient  ensuite ministre de la jeunesse, de l'emploi et du développement des ressources humaines, dans un nouveau gouvernement toujours dirigé par José Maria Neves. En décembre 2014, Janira Hopffer Almada est élue chef du parti PAICV avec 51,24 % des voix, succédant ainsi à José Maria Neves. Elle devient la première femme et, à 35 ans, le cinquième et  le plus jeune président du PAICV. En décembre 2016, elle démissionne de ses fonctions de ministre, pour se consacrer en tant que chef de parti, à la préparation des élections de 2016,.
Aux législatives de mars 2016, le Mouvement pour la démocratie (MPD),  parti libéral au pouvoir dans les années 1990, l’emporte avec plus de 53 % des voix devant le PAICV, qui détenait l’exécutif depuis 2001. En tant que dirigeante du PAICV, Janira Hopffer Almada reconnait sa défaite dès la soirée de dépouillement, acceptant le souhait d’alternance exprimé par l’électorat capverdien et confortant ainsi le fonctionnement démocratique et pluraliste. Les résultats sociaux, économiques et l’usure du pouvoir après quinze ans de gouvernement ont pesé sur le résultat du PAICV, bien que ce parti ait choisi de renouveler ses dirigeants peu avant l’élection.
En août 2016, elle conduit une délégation du PAICV invitée au congrès du Mouvement populaire de libération de l'Angola (MPLA), les deux partis étant liés dans l’histoire de la lutte contre le colonialisme et pour l’indépendance. En marge du congrès, des rencontres sont organisées entre des participants du PAICV, du MPLA, du Parti socialiste portugais, dirigé par son président, Carlos César, et d'autres organisations amies. Sur le terrain politique capverdien, après les législatives perdues en mars 2016, le PAICV est à nouveau en  retrait aux municipales du 5 septembre 2016, l’électorat restant, à quelques mois d’intervalle, dans la même logique que pour les législatives. Le parti décide alors de ne pas présenter de candidat aux élections présidentielles qui suivent (il était prévu initialement que José Maria Neves soit son candidat). Le 2 octobre 2016, le président sortant du Cap-Vert, Jorge Carlos Fonseca, est réélu, à l’issue d’un scrutin marqué par une abstention de plus de 60 %. Un congrès extraordinaire du PAICV est provoqué par Janira Hopffer Almada en février 2017. 
Elle dirige le PAICV lors des élections législatives de 2021, mais le Mouvement pour la démocratie (MPD) du premier ministre Ulisses Correia e Silva reste majoritaire. Devant ses partisans, elle reconnaît cette défaite, félicite son adversaire politique, le premier ministre sortant et annonce sa prochaine démission de la tête de son parti.